# Пастушенко (річка)
Пастушенко (Урочище Бабичева) — річка в Україні, у межах Липовецького району Вінницької області. Права притока Собу (басейн Південного Бугу). Тече через урочище Бабичеве та с. Зозів. Впадає у Соб за 101 км від гирла, довжина — 5 км, площа басейну - 14,7 км².